# 千日前道具屋筋商店街

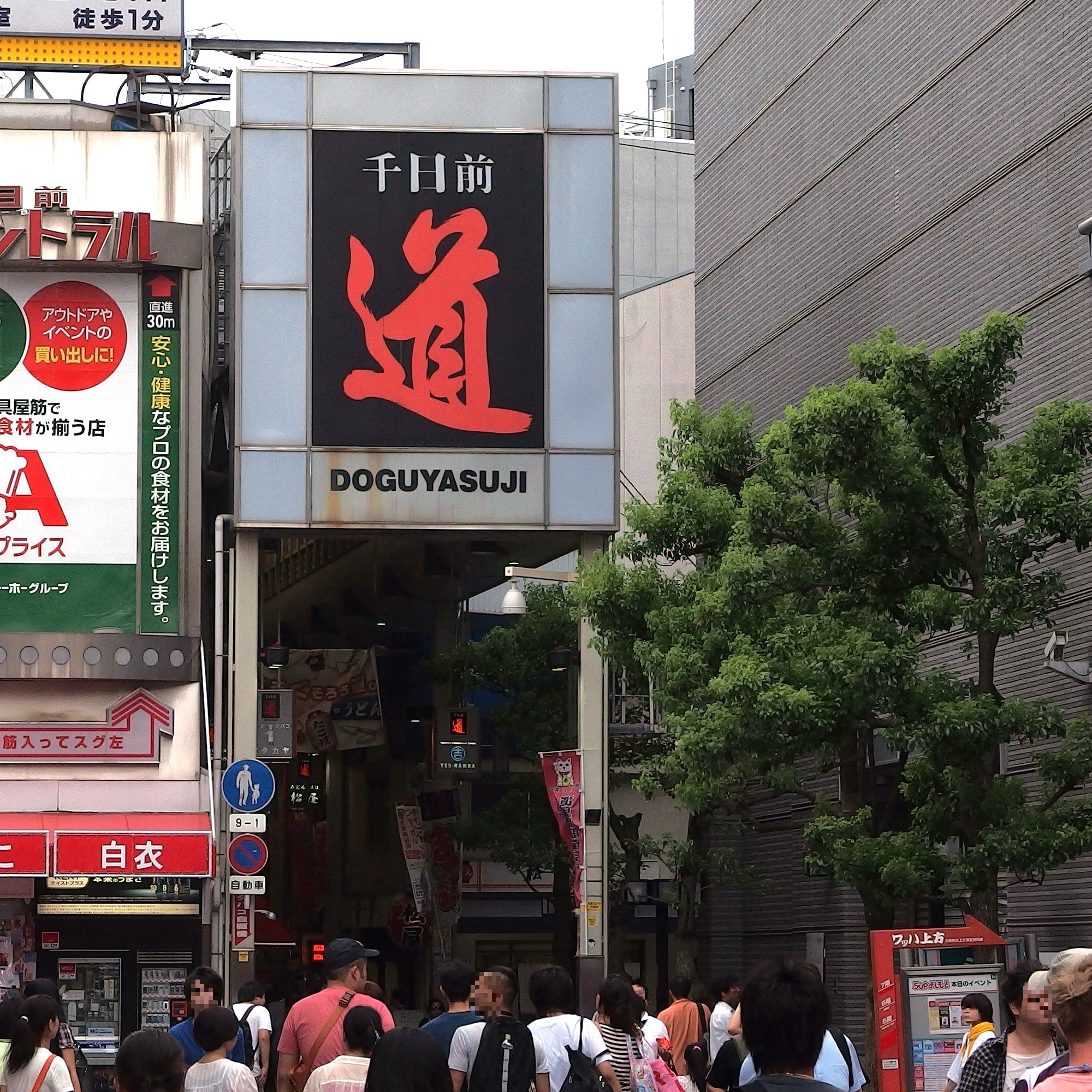
道具屋筋商店街

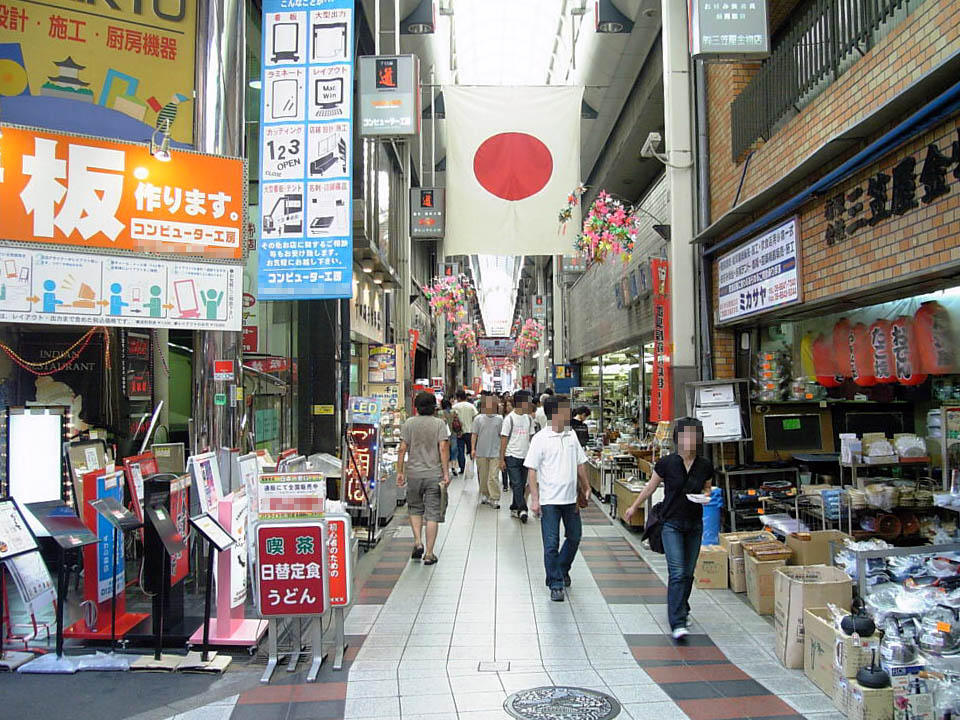
2007年（平成19年）9月

千日前道具屋筋商店街（せんにちまえどうぐやすじしょうてんがい）は、大阪府大阪市中央区難波千日前にあるアーケード商店街。

## 概要
飲食店などで用いる業務用の厨房機器（調理器具や什器）を扱う店が密集している。
2009年（平成21年）3月に「新・がんばる商店街77選」に選ばれた。
大阪市道三休橋千日前線の新金比羅前筋（サウスロード千日前）以南の区間にあたり、9時から翌1時まで歩行者専用道路となる。1時から9時までは車両も通行でき、しかも対面通行であるが、離合が困難な狭隘道路であるため、注意が必要である。

## アクセス
- Osaka Metro なんば駅
- 近畿日本鉄道・阪神電気鉄道 大阪難波駅
- 南海電気鉄道 難波駅

## 周辺情報
- なんばグランド花月
- なんさん通り
- 髙島屋大阪店
- なんばマルイ
- なんばCITY
- なんばパークス
- ビックカメラなんば店
- なんばウォーク
- NAMBAなんなん
- 日本橋でんでんタウン
- 千日前
- 難波